# Rotland d'Arles
Rotland d'Arles ( ? - † 18 septembre 869), ou Rolland (Rotlandus Arelatensis en latin), fut archevêque d'Arles (v. 850-869).

## Biographie

### Un chef de l'Église méridionale
Rotland est mentionné pour la première fois dans une lettre de Léon IV qui paraît être de 852 et dans un diplôme de Lothaire du 6 septembre 854.
En janvier 855, il participe au concile de Valence sur la prédestination et la grâcequ'il préside avec les archevêques de Lyon et de Vienne, puis à l’assemblée de Sermorens vers la même date.
L'archevêque de Reims et conseiller de Charles le Chauve, Hincmar, s'adresse à lui pour la protection des biens de son Église en Provence. Il s'agit des domaines appelés civitis Fretus, identifiés au territoire actuel de Saint-Rémy, au nord des Alpilles et d'Arles. Cela se passe probablement en 861 quand, prenant prétexte d’un appel d’une partie de l’aristocratie provençale, dont le « puissant comte d’Arles Fourrat », Charles le Chauve, qui avait vécu jusque-là en bonne intelligence avec son neveu Charles de Provence, tente d’annexer la Provence. Bien que victorieux dans les premiers engagements, Girard de Roussillon, qui assure un rôle de régent vis-à-vis du jeune Charles de Provence, menace de confisquer, en représailles des pillages commis dans ses domaines bourguignons, les propriétés provençales de l’archevêque de Reims. Hincmar réussit finalement à convaincre le roi Charles de stopper cette tentative d'annexion, supprimant ainsi la menace qui avait pesé sur ses propres propriétés provençales. 
Rotland figure dans la lettre collective aux évêques du royaume de Louis le Germanique, écrite en 863, et dans la lettre du pape Nicolas Ier datée du 12 mai 864. Il est en effet le seul évêque de Gaules à suivre le pape qui s'oppose à l'empereur Lothaire lorsque celui-ci répudie sa femme Teutberge pour épouser Valdrade. Il assiste au concile de Pitres, parfois appelé Édit de Pîtres, le 20 juin 864 puis, en février 865, au concile de Pavie convoqué par l'empereur et qui réunit des prélats italiens et provençaux. Les Annales de Saint-Bertin mentionnent que la même année, l'archevêque d'Arles participe à la cérémonie de réconciliation entre Lothaire et Teutberge qui se tient à Douzy.
Peu après, profitant d'un pouvoir plus distant, l'archevêque d'Arles obtient de l'empereur Louis II, le nouveau maître de la Provence, l'autorité sur le monastère Saint-Césaire d'Arles.

### Un chef militaire

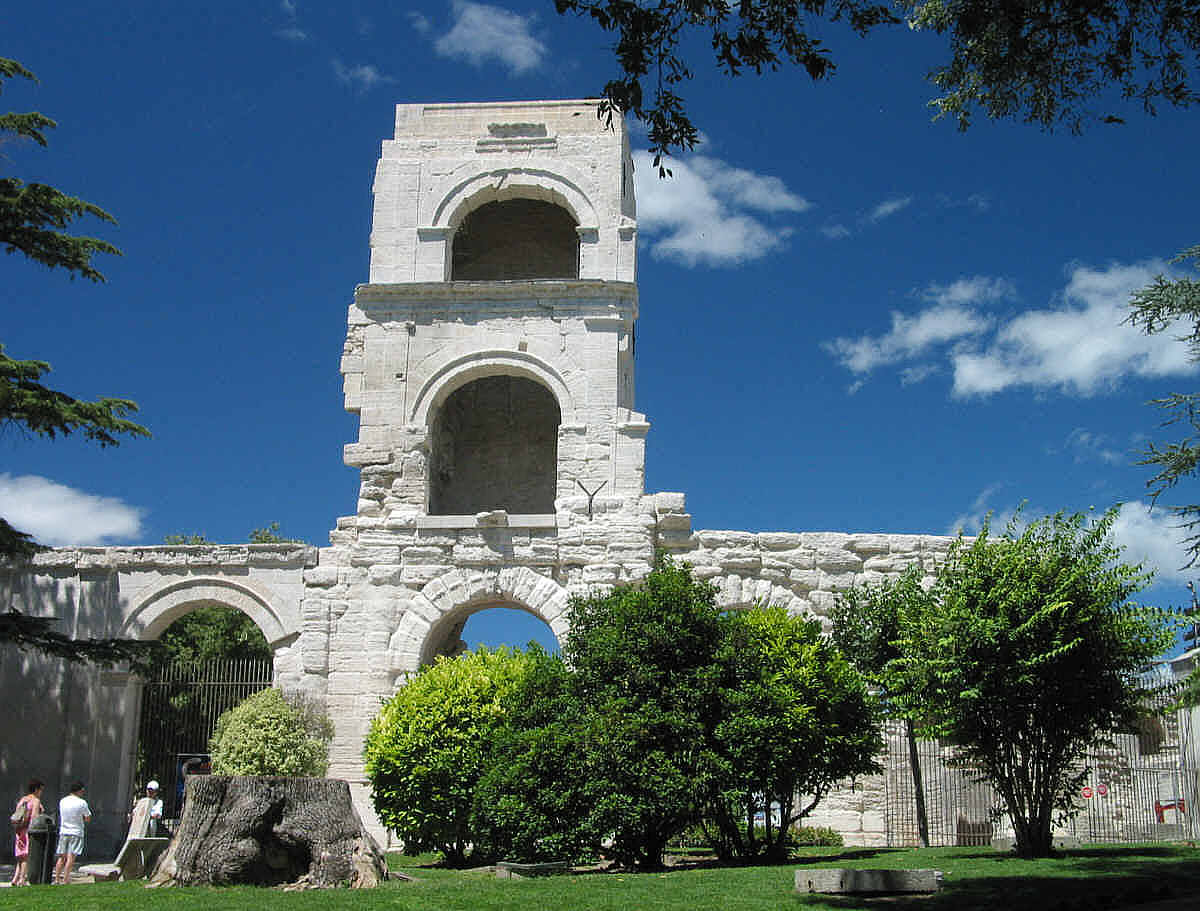
Arles - Tour dite Tour de Rotland du Théâtre antique

Dans une époque et une région soumises aux incursions de pirates, l'archevêque se conduit en chef de guerre : il fait fortifier le théâtre antique d'Arles et intervient dans les campagnes. 
Il est mentionné dans les annales d’Hincmar en 865 et 869, cette dernière fois à propos de sa mort. 
Lors d'une razzia en Camargue en septembre 869, les Sarrasins le surprennent en effet en train de superviser la mise en défense de la région ; au cours de cette bataille 300 provençaux sont tués. L'évêque une fois fait prisonnier est échangé contre des armes, des esclaves, et autres richesses. Malheureusement, les Arlésiens ne récupèrent que son cadavre, habillé et mis sur un siège par les barbaresques au moment de la remise de rançon, probablement organisée sur la plage des Saintes-Maries-de-la-Mer, à l'embouchure du Rhône de Saint-Ferréol, bras actif et encore navigable à cette époque. Il périt ainsi le 18 septembre et fut enterré le 22 septembre 869 au milieu de la crypte de Notre-Dame des Grâces ; son sarcophage fut placé au-dessus de celui de Saint-Genès et au-dessous de celui de Concordius. Cette fin tragique est mentionnée avec quelques détails complémentaires dans les annales de Saint-Bertin.

### Sources
- Annales de Saint-Bertin
- Gilles Duport - Histoire de l'Église d'Arles – 1690
- Jean-Pierre Papon - Histoire générale de Provence -  Moutard, 1777 - Tome 1
- René Poupardin – Le Royaume de Provence sous les Carolingiens (855-933?) - Paris, 1901
- Louis Duchesne – Fastes épiscopaux de l’ancienne Gaule – Édition 1907, Tome
- Jean-Pierre Poly - La Provence et la société féodale 879-1166 - Bordas - Paris, 1976 -  (ISBN 2040077405).
- Pierre Riché - Les Carolingiens, une famille qui fit l'Europe - Hachette littérature, Paris, 1997 (1re édition 1983) -  (ISBN 2012788513)
- Michel Baudat et Claire-Lise Creissen - Les Saints d'Arles - Rencontre avec le Patrimoine religieux, 2013 -  (ISBN 978-2-911948-38-1).